# ألبير شمامة شيكلي

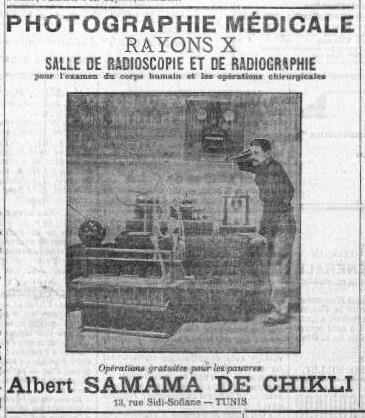
إعلان لورشة ب لألبير شمامة شيكلي بمدينة تونس كما نشرت في بصحيفة لاديبيش تونيزيان

ألبير شمامة شيكلي (بالفرنسية: Albert Samama-Chikli أو Albert Samama de Chikli)‏ مخرج سينمائي تونسي، وهو يعتبر رائد السينما التونسية، ولد عام 1872 وتوفي عام 1933.

## حياته
كان مولعاً بالترحال، حيث سافر إلى الأمريكيتين الشمالية والجنوبية وإلى أستراليا. رجع بعد ذلك إلى مدينة تونس، فشغف بالعلوم باللاسلكي بالتصوير وبالتصوير الطبي بالأشعة السينية. أنشأ عام 1895 أول معرض تونسي للتصوير. قام في 29 أكتوبر 1896 (أي سنة فقط بعد عرض الأخوين لوميير بباريس) بأول عرض سينمائي بتونس، احتوى على فيلمي الساقي مسقي ووصول قطار بمحطة لاسيوتا. تحصل عام 1900 على الميدالية البرونزية للتصوير في المعرض العالمي لعام 1900. قام بتصوير فيلم وثائقي عن مدينة تونس من منطاد عام 1908، وبتصوير أشرطة وثائقية وصور ملونة للجيش الفرنسي في فردان أثناء الحرب العالمية الأولى. قام عام 1922 بتصوير فيلم روائي قصير بعنوان زُهْرَة، وأصبح بذلك أول سينمائي «محلي» في أفريقيا. كما أخرج عام 1924 فيلم عين الغزال. مثلت ابنته هايدي تمزالي في كلا الفيلمين.